# Ng Teng Fong

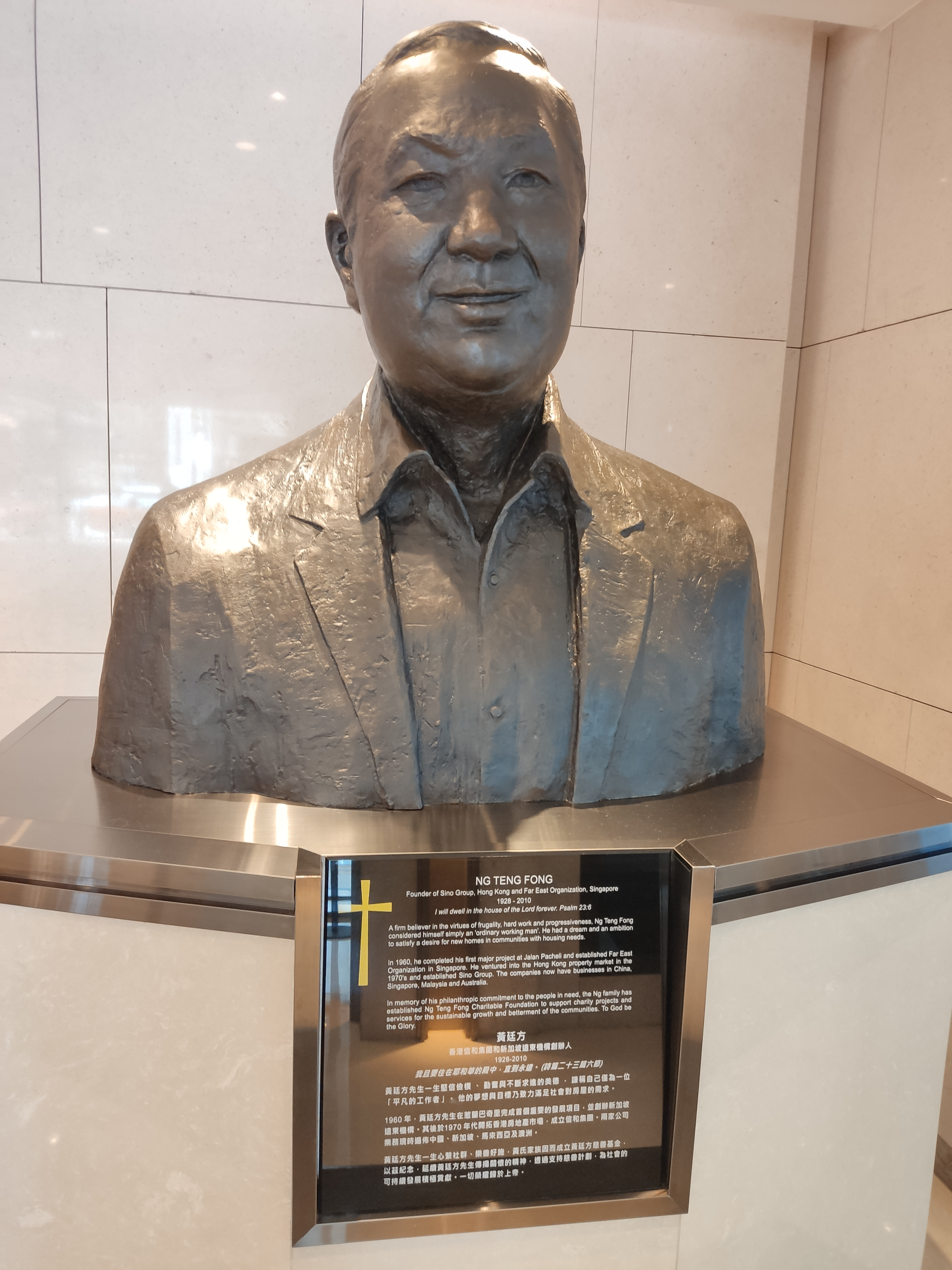
Ng Teng Fong

Ng Teng Fong (chinesisch 黃廷方 / 黄廷方, Pinyin Huáng Tíngfāng, Jyutping Wong4 Ting4fong1, Pe̍h-ōe-jī Ng Tîng-phang; * 1928; † 2. Februar 2010) war ein singapurischer Unternehmer.

## Leben
Ng zog in jungen Jahren von China nach Singapur. Dort gründete er verschiedene Unternehmen (Far East Organization und Sino Land) insbesondere im Immobiliensektor und stieg zu einem der wichtigsten Immobilieneigentümer in Singapur auf. Nach Angaben des US-amerikanischen Forbes Magazin gehörte er vor seinem Tod zu den reichsten Personen in Singapur. Ng war verheiratet und wohnte in Singapur. Sein ältester Sohn ist der Unternehmer Robert Ng.

## Anmerkung
1. ↑  Die chinesische Schreibung des Namens als chinesisch 黃廷芳 / 黄廷芳 ist eine Falschschreibung in den Medien.